# Hulu Teso
Hulu Teso is een bestuurslaag in het regentschap Kuantan Singingi van de provincie Riau, Indonesië. Hulu Teso telt 1630 inwoners (volkstelling 2010).